# Rijndelta

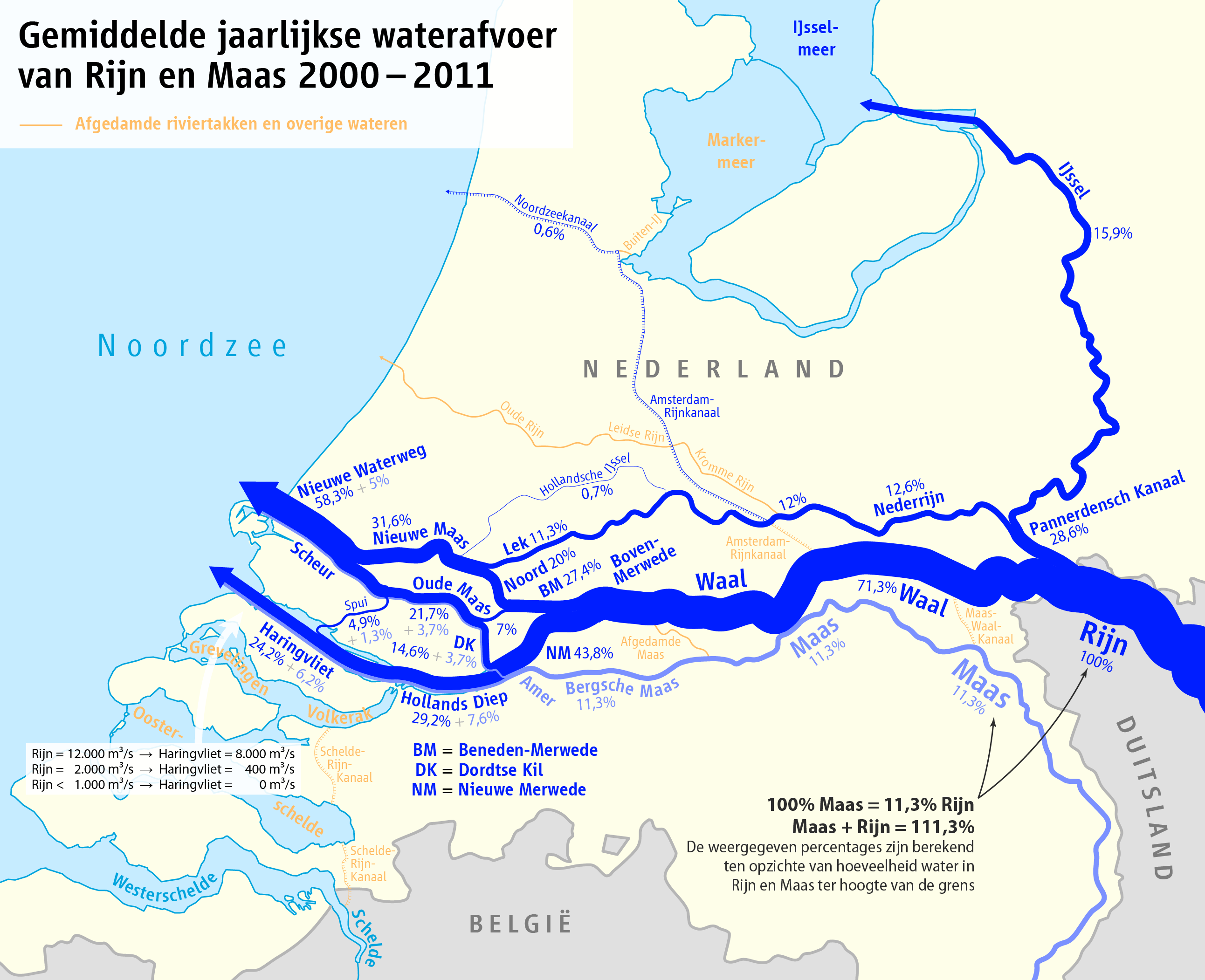
De Rijndelta

De Rijndelta in Nederland is het gebied  dat gevormd wordt door de verschillende (ook voormalige) aftakkingen van de Rijn, beginnend bij de grens tussen Nederland en Duitsland en verder richting Noordzee. Binnen de Rijndelta ligt ook een deel van het stroomgebied van de Maas. De stroomgebieden van Maas en Rijn vielen niet alleen samen toen de Maas en de Rijn na de Middeleeuwen via Rotterdam naar de Noordzee stroomden, maar al eerder, in het geologisch tijdvak Saalien, stroomde de Maas via de Rijn naar de Noordzee.
Het begrip Rijndelta is niet scherp afgebakend, Rijkswaterstaat hanteert in zijn stroomgebiedbeheerplan een wat ruimere definitie en daarin behoren ook het IJsselmeer, de Waddenzee en de Noordzeekust tot en met de Maasvlakte tot de Rijndelta. In de scheepvaart heet de toegang tot de Nieuwe Waterweg Maasmond.

## Geschiedenis van de rivierlopen

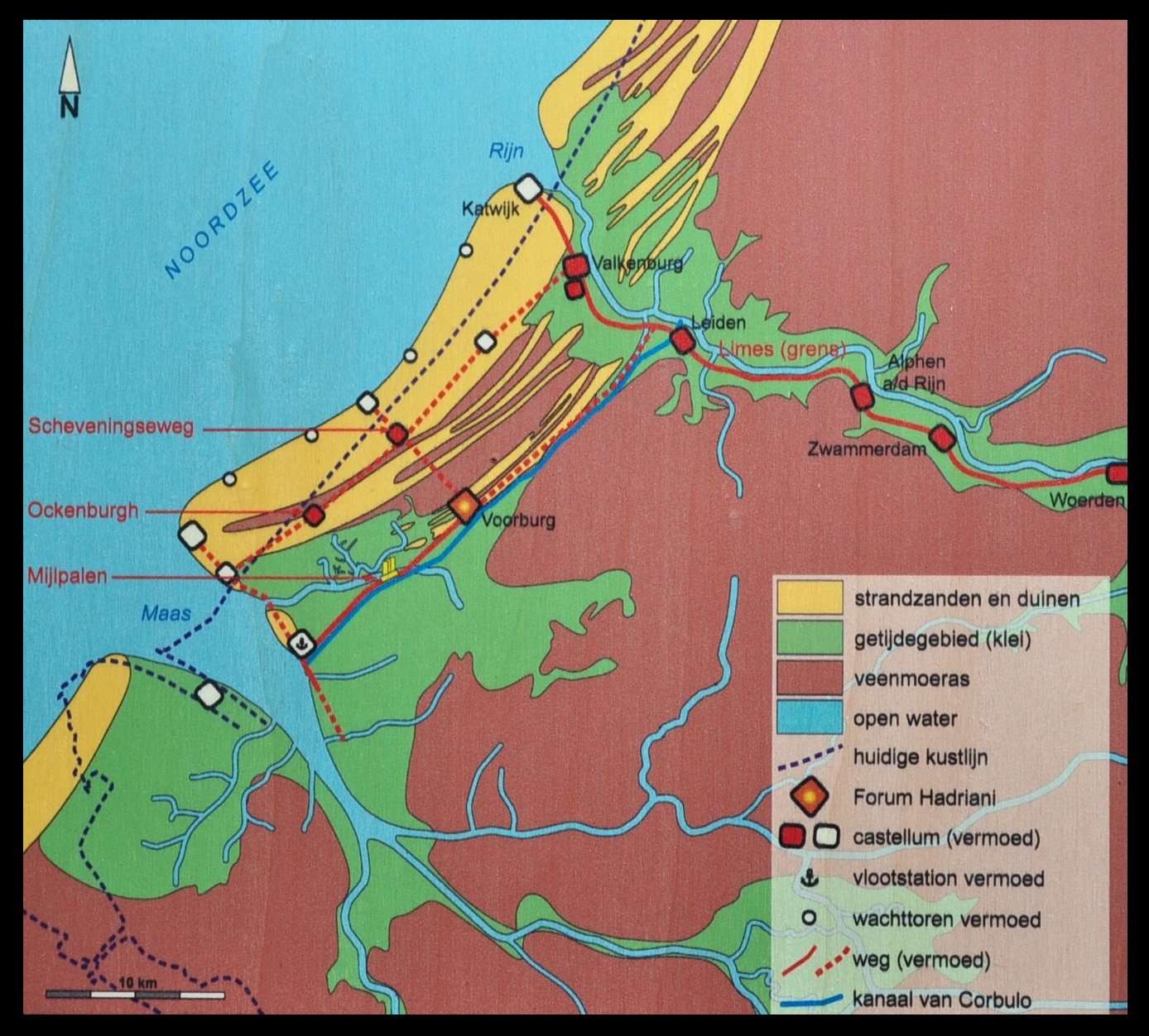
In de Romeinse tijd hadden Rijn en Maas een duidelijk gescheiden monding

### Romeinse tijd
De oudste beschreven loop van de Rijn, is de loop volgens de Neder-Germaanse limes, die in Nederland het traject volgde vanaf Herwen-de Bijland, via Arnhem, Bunnik, de stad Utrecht, Woerden, Leiden om bij Katwijk in de Noordzee te stromen.
Hoewel de bedijking van de Rijn pas begon aan het einde van de Middeleeuwen, bouwde Nero Claudius Drusus al in 10 v.Chr. een dam in de Waal om de Rijn, die de belangrijkste transportroute was beter bevaarbaar te houden.
Ook de Maas was voor de Romeinen een belangrijke transportroute, vanaf een fort bij Maastricht liep de Romeinse Heirbaan Maastricht-Blerick-Nijmegen, en via Kessel vervolgens naar het brede Estuarium het Helinium gelegen tussen Naaldwijk en Den Briel. Bij Heerewaarden lagen verbindingen tussen Maas en Waal.
De Romeinse generaal Gnaius Domitius Corbulo liet zijn soldaten een verbindingskanaal graven tussen de mondingen van de Maas en Rijn.

### Middeleeuwen

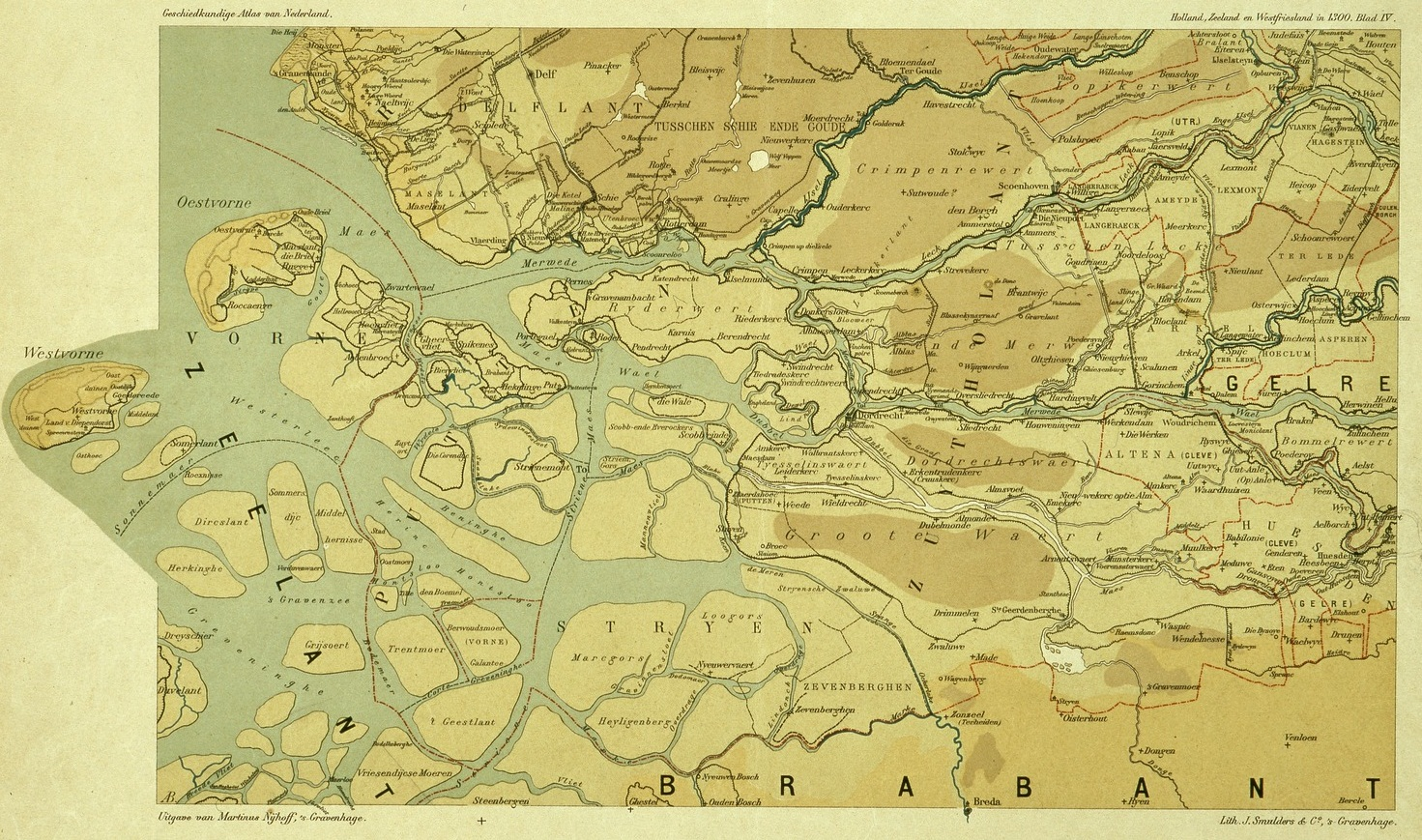
Situatie van het beneden-rivierengebied in 1300, dus na de grote omdijkingen van de 13de eeuw, maar vóór de Sint-Elisabethsvloed.

Gedurende de Middeleeuwen waren de Rijn en Waal sterk meanderende rivieren, waarbij afwisselend Rijn en Waal de hoofdstroom waren. De IJssel als aftakking van de Rijn is vermoedelijk ontstaan na een avulsie bij Zutphen, waarna de Oude IJssel niet meer naar het zuiden maar noordwaarts afwaterde.
De monding van de Maas was strategisch belangrijk. In 1018 werd door graaf Dirk III van West-Frisia (voorloper van het latere graafschap Holland) bij Vlaardingen slag geleverd inzake tolheffing, de Slag bij Vlaardingen, in 1076 volgde een Slag bij IJsselmonde.
Rond 1100 werd begonnen met het menselijk ingrijpen in de loop van de rivieren, door bedijking en afdamming. Het afdammen van de Kromme Rijn bij Wijk bij Duurstede in 1122 (in opdracht van de Utrechtse bisschop Godebald) betekende het einde van deze rivier als afvoer van Rijnwater. Het Rijnwater stroomde daarna via de Lek net als de Waal naar de Merwe, die bij Rotterdam de naam Nieuwe Maas kreeg en via het Scheur en Brielse Maas in zee uitmondde. 
De Maas stroomde tot 1273 via Heusden en Dordrecht naar de Oude Maas. daarna veranderde de afvoer van het water van de Maas, als gevolg van afdammingen in het kader van de bedijking van de Groote of Hollandsche Waard. De Maas stroomde voortaan bij Heusden noordwaarts, om bij Woudrichem zijn water evenals de Rijn (via Lek) ook op de Merwede te lozen.
Na de Sint-Elisabethsvloed van 1424 stroomde het grootste deel van het Maaswater tussen Dordrecht en Werkendam via de Biesbosch in zuidwestelijke richting weg van de oorspronkelijke mondingsarmen naar de zeearmen onder Voorne-Putten en Goeree-Overflakkee. Toch heeft een deel van het Maaswater via de Beneden-Merwede nog lange tijd het estuarium kunnen bereiken.

### Lek
Het Rijnwater stroomde vanaf 1122 na de afdamming van de Rijn (door bisschop Godebald) via de Lek. Of de afdamming een waterstaatkundige reden had, ofwel dat grondwinning door inpoldering de achtergrond was is niet zeker. Ook de stroombedding van de Lek voor 1122 is niet zeker, de Hollandse IJssel is als mogelijkheid genoemd, maar aangezien er nooit belangrijkste plaatsen aan de Lek bestaan hebben is een belangrijke oude rivierbedding onwaarschijnlijk. 

### Splitsing Rijn en Waal
De splitsing van Rijn en Waal was in de Romeinse tijd al van strategisch belang. Tijdens de Tachtigjarige Oorlog werd door Maarten Schenk van Nydeggen een schans aangelegd om dat punt te beheersen, later bekend als de Schenkenschanz. Door verandering in de loop van de rivieren verloor het fort zijn betekenis.
Het Pannerdensch Kanaal werd tussen 1701 en 1709 gegraven, aanvankelijk als verdedigingslinie zonder verbinding met Rijn en Waal. Pas 20 oktober 1706 werden de doorgravingen te Arnhem aanbesteed met als doel de watertoevoer naar de IJssel en de Nederrijn veilig te stellen.

### Scheiding Maas van Rijn/Waal

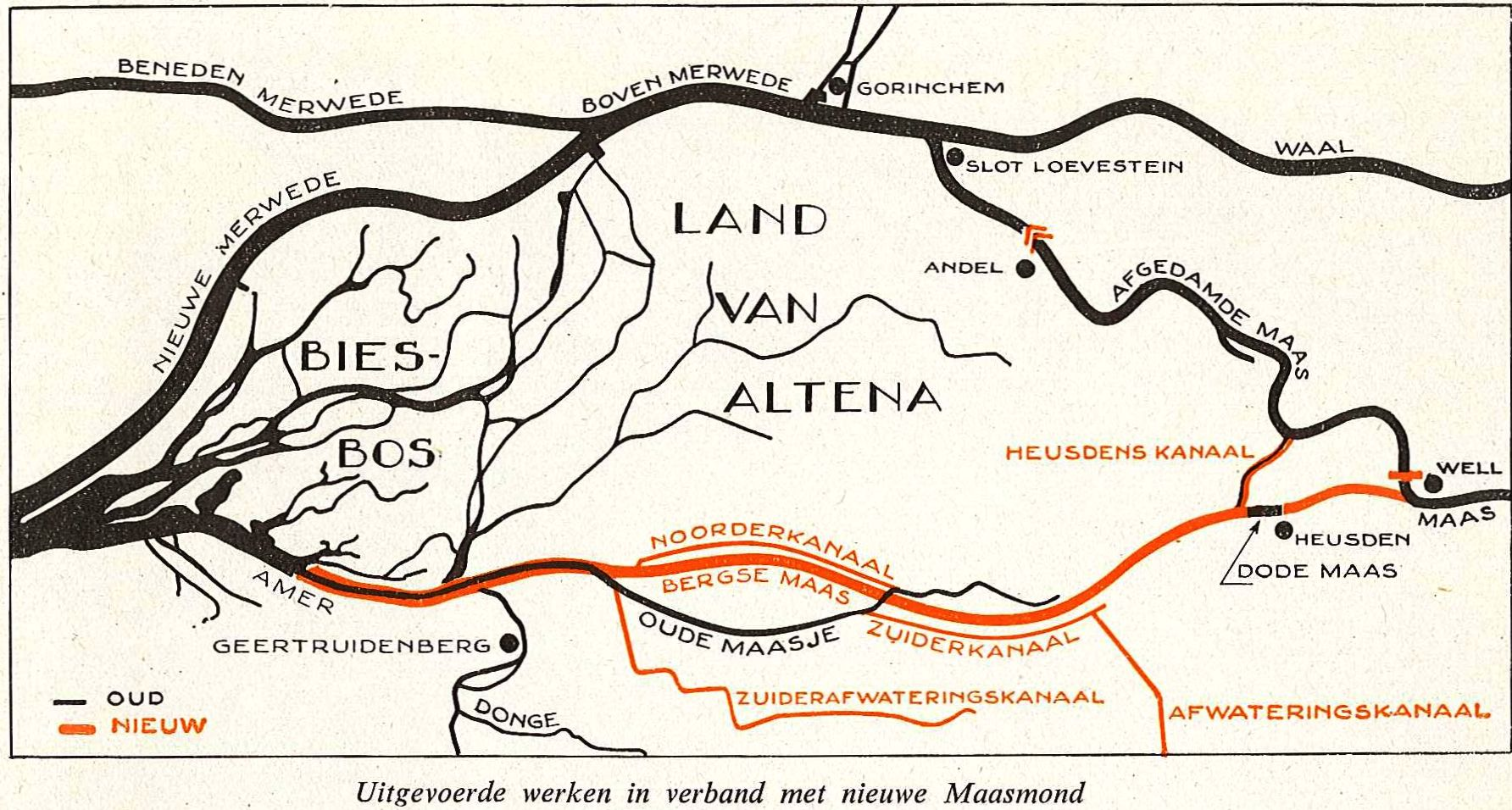
In rood de eind negentiende eeuw uitgevoerde werken in verband met nieuwe Maasmond

Doordat de Merwede het water van Rijn en Maas moest herbergen ontstonden er problemen. Het water in de Waal stond meestal hoger dan in de Maas, waardoor het water in de Maas werd opgestuwd en het Maaswater slechts moeizaam in de Merwede geperst kon worden. In verband hiermee werden er in de 19de eeuw plannen gemaakt om het Merwede/Waal/Rijn-systeem te scheiden van de Maas. In 1883 werd bij wet, de Maasmondwet, besloten tot het graven van de Bergsche Maas en het afsluiten van de Andelsche Maas, de huidige Afgedamde Maas. Tussen 1888 en 1904 werd de Maas onder directie van ingenieur Cornelis Lely bij Andel afgesloten en via de nieuw gegraven Bergsche Maas verbonden met de Amer en het Hollandsch Diep. Daarnaast werd ook de verbinding tussen de Waal en de Maas bij Sint-Andries afgesloten. Het water van de twee rivieren stroomde vanaf dat moment geheel gescheiden richting Noordzee.

### Maasmond

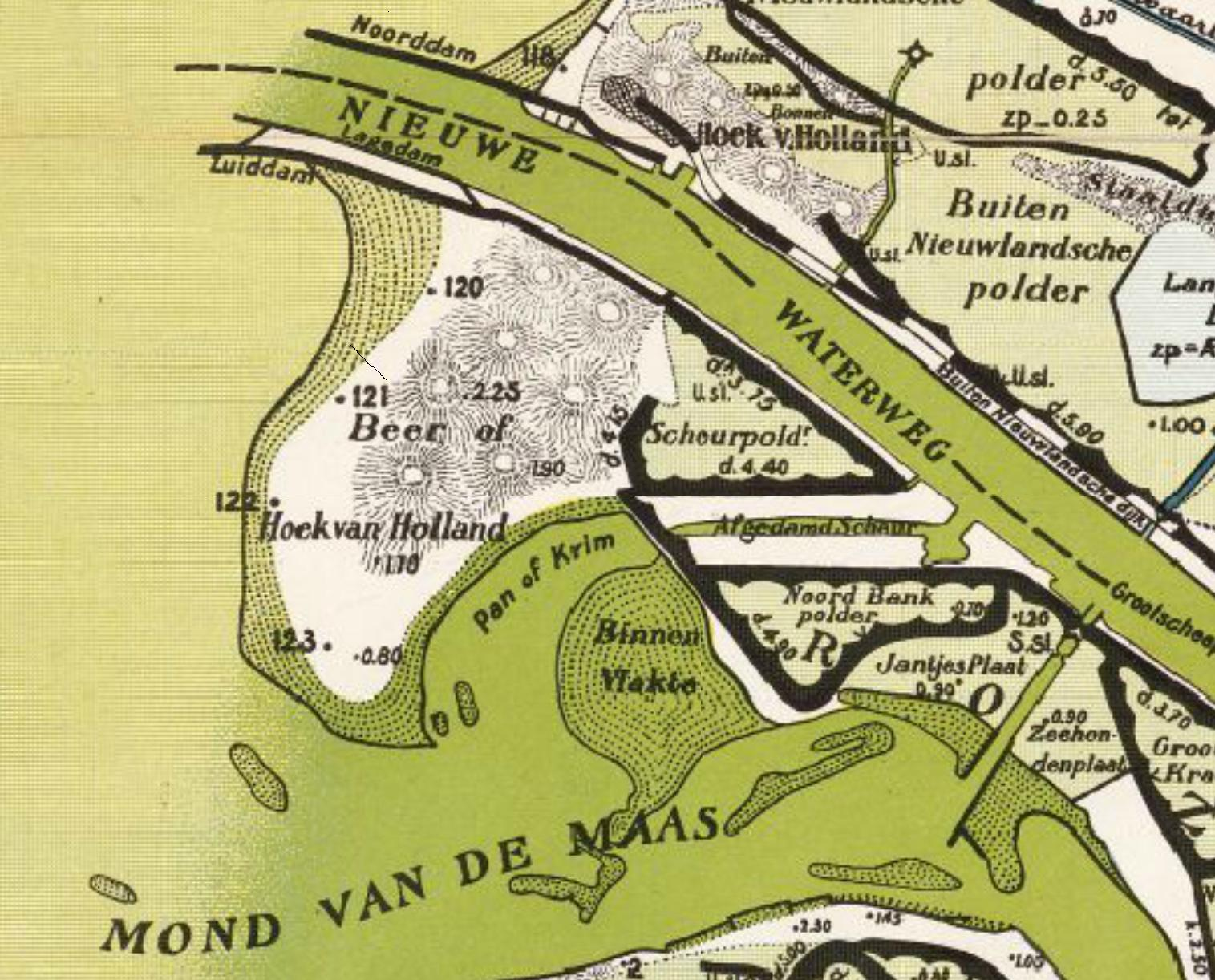
De Maasmond in 1910. De Nieuwe Waterweg is de nieuwe scheepvaartroute

Tot in de twintigste eeuw bestond de Maasmond uit twee geulen (de Brielse Maas en Scheur) die met elkaar in verbinding stonden en gevoed werden door de Nieuwe Maas en de Oude Maas. Voor de oude duinenrij bij de Hoek van Holland kwamen zij in het Noorder Diep weer bij elkaar. Met een knik naar het zuiden stroomde de Maas daarna de Noordzee in.
Door aanslibbing ontstonden in de Maasmonding zandplaten waarop men door bedijking de polders van onder meer het nieuwe eiland Rozenburg creëerde. De verzanding was zo sterk dat voor de steeds groter wordende zeeschepen in 1830 als alternatieve route naar de Noordzee het Kanaal door Voorne van het Scheur naar Hellevoetsluis werd gegraven. Dat kanaal was al gauw te smal en te ondiep en ingenieur Pieter Caland werd aangesteld om alternatieven te ontwikkelen. Caland kwam met een revolutionair plan voor een doorsteek vanuit de Nieuwe Maas naar zee zonder sluizen. Onder Thorbecke werd in 1862 dit plan voor de Nieuwe Waterweg door de Tweede een Eerste Kamer aangenomen en begon men direct met de aanleg van de havenhoofden. In 1872 werd de Nieuwe Waterweg geopend, maar al snel bleek er een probleem te ontstaan door de verzanding. Dit probleem werd pas in 1885 definitief opgelost, nadat er baggerschepen met voldoende capaciteit ontwikkeld waren. De Brielse Maas was daarna voor de scheepvaart niet meer van belang en werd in 1950 om verzilting van het water in het achterland tegen te gaan afgedamd bij Oostvoorne.

## Namen van de rivieren[4]

### Zuidelijk gedeelte van de delta
De Rijndelta begint al 3 kilometer na de Rijksgrens van Nederland. Het eerste stuk (de eerste 3 kilometer) heet respectievelijk Boven-Rijn en het Bijlandsch Kanaal. Hierna splitst de Rijn in 2 rivieren: de Waal en het Pannerdensch Kanaal. De Waal vloeit samen met de Afgedamde Maas tot de Boven-Merwede en deze stroom splitst zich bij Werkendam in de Beneden-Merwede en de Nieuwe Merwede. Het water van de Beneden-Merwede gaat bij Dordrecht over op de Oude Maas en de Noord. Het water van de Nieuwe Merwede gaat via het Hollandsch Diep en Haringvliet naar de Noordzee.

### Noordelijk gedeelte van de delta
Het Pannerdensch Kanaal gaat bij Angeren over in de Nederrijn vanwaar bij Arnhem de IJssel aftakt. De IJssel meandert richting het noorden en mondt vlak bij Kampen uit in het Ketelmeer.

### Middengedeelte van de delta
De Nederrijn gaat bij Wijk bij Duurstede over in de Lek, waar een oude tak van de Rijn (de Kromme Rijn) uitmondt. Het water van de Kromme Rijn gaat via de Leidse Rijn en de Oude Rijn naar de Noordzee. Het water van de Lek gaat vlak bij Rotterdam samen met de Noord over in de Nieuwe Maas. Het water van de Oude en Nieuwe Maas komt samen in het Scheur. Het Scheur gaat verder weer over in de Nieuwe Waterweg.

## Economisch belang
Het economisch belang van de Rijndelta als kruispunt van allerlei handelsroutes is al eeuwen groot, niet alleen door de goede bevaarbaarheid van de rivieren naar voornamelijk het Duitse achterland, maar ook de handel met de landen rond de Oostzee lag ten grondslag aan de latere economische welvaart in het gebied.

### Dorestad
Al in de vroege Middeleeuwen bloeide Dorestad als handelsplaats dankzij de ligging op het kruispunt van twee belangrijke handelsroutes over water. De noord-zuid route was via Dorestad een verbinding via de Kromme Rijn, Utrechtse Vecht en het Almere met de Friese gebieden en Wadden naar het noorden en via de Rijn naar het Duitse Rijnland in het zuiden. De tweede handelsroute liep langs de Lek naar de kust en vormde een verbinding tussen het Rijnland en Engeland. Ook kon men via deze verbinding de Schelde bereiken en daardoor Vlaanderen, Brabant en het noorden van Frankrijk.

### De Hanzesteden
De Hanze was een samenwerkingsverband van handelaren voornamelijk uit steden rond de Oostzee. Via de IJssel kwam er via de Zuiderzee een goede verbinding met de Hanzesteden, waarbij veel IJsselsteden zich aansloten bij het verbond. De belangrijkste stad aan de IJssel werd Kampen, de belangrijkste Hanzestad in de Nederlanden werd Brugge.

### De Gouden Eeuw van de Republiek
De prominente rol van de Hanzesteden werd overgenomen door Holland. De verbinding met een groot Duits achterland via de Rijn speelde hierbij ook een rol, anderzijds de centrale ligging, op de noord-zuid routes van Frankrijk en Portugal naar de Oostzee.
De handel op de Oostzee (ook wel bekend als de moedernegotie ) was een belangrijk fundament van de welvaart in de Gouden Eeuw.

### Rotterdams havengebied
Ook in de moderne tijd is het vervoer over de Rijn voor zowel bulkgoederen als containers populair en goedkoop. In de periode na de Tweede Wereldoorlog legde Rotterdam nieuwe havens aan in het Botlekgebied, de Europoort en op de Maasvlakte en werd zo in de zestiger jaren van de vorige eeuw de grootste haven ter wereld. In de 70-er jaren werd de Eurogeul gegraven, waardoor de grootste zeeschepen de Maasmond konden bereiken.

## Ecologische belangen
De Rijn is voor Nederland belangrijk als zoetwaterbron, maar is sterk afhankelijk van het buitenland. Sinds 2000 zijn er binnen de Europese Unie afspraken gemaakt over o.a. de waterkwaliteit binnen de Kaderrichtlijn Water. Deze worden per stroomgebied uitgewerkt, en heet voor de Rijn Kaderrichtlijn Rijndelta.